# Stenogaster glabra
Stenogaster glabra är en getingart som beskrevs av Vecht 1975. Stenogaster glabra ingår i släktet Stenogaster och familjen getingar. Inga underarter finns listade i Catalogue of Life.